# 凱邁切區

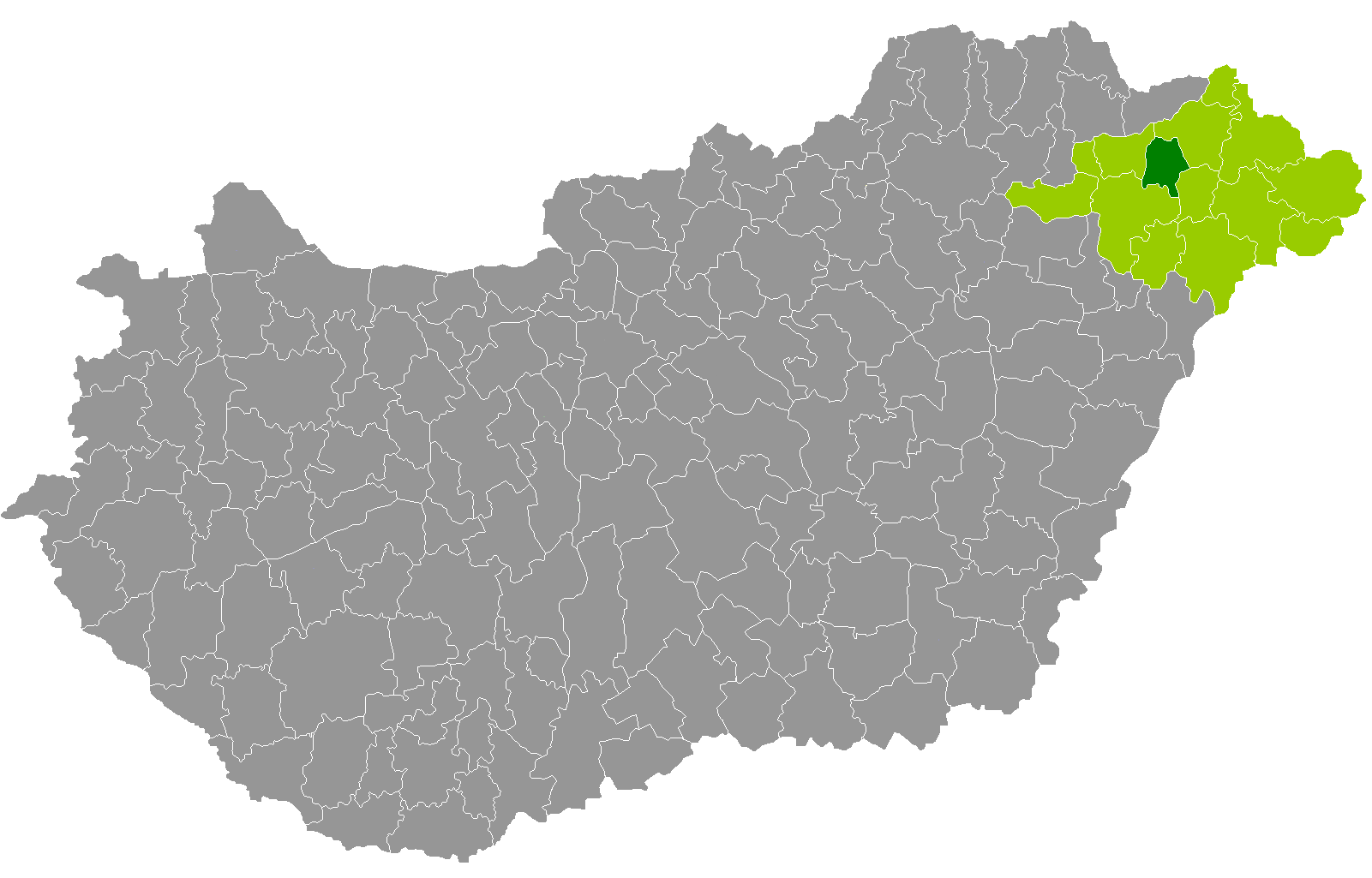

凱邁切區（匈牙利語：Kemecsei járás），是匈牙利索博尔奇-索特马尔-拜赖格州的一個区，位於該國東北部，区府設於凱邁切，面積246平方公里，2011年人口22,066，人口密度每平方公里90人。

## 市镇
凱邁切區包含两个城镇和9个村庄。